# یواس‌ان‌اس میشن سانتا کلارا (تی-ای‌او-۱۳۲)
یواس‌ان‌اس میشن سانتا کلارا (تی-ای‌او-۱۳۲) (به انگلیسی: USNS Mission Santa Clara (T-AO-132)) یک کشتی است که طول آن 524 ft (160 m) می‌باشد. این کشتی در سال ۱۹۴۴ ساخته شد.